# Inumani (album)
Inumani è l'ottavo album in studio del gruppo musicale italiano Tre Allegri Ragazzi Morti, pubblicato l'11 marzo 2016 da La Tempesta Dischi.
La pubblicazione è stata anticipata dall'uscita del singolo In questa grande città (la prima cumbia), uscito il 25 febbraio 2016, al quale ha collaborato Jovanotti.

## Tracce
Testi e musiche di Tre Allegri Ragazzi Morti, eccetto dove indicato.
1. Persi nel telefono – 3:38
2. In questa grande città (la prima cumbia) (feat. Jovanotti) – 4:21
3. E invece niente – 3:21 (Letizia Cesarini)
4. Ruggero – 4:44 (Alex Ingram, Davide Toffolo)
5. La più forte – 3:47
6. Ad un passo dalla Luna – 3:53
7. C'era una volta ed era bella – 3:50 (testo: Peris Alati)
8. I miei occhi brillano – 4:11
9. Libera – 4:03 (testo: Vasco Brondi)
10. L'attacco – 3:40
11. Disponibile – 4:16 (testo: Pietro Alessandro Alosi, Davide Toffolo)

## Formazione

### Gruppo
- Davide Toffolo – voce, chitarra, cori
- Enrico Molteni – basso
- Luca Masseroni – batteria, percussioni, cori

### Altri musicisti
- Andrea Maglia – chitarra
- Adriano Viterbini – chitarra
- Monique "Honeybird" Mizrahi – charango, diamonica
- Lorenzo Jovanotti Cherubini – voce
- Federico Gava – tastiera, programmazione
- Paolo Baldini – programmazione
- Zeno Tami – cori
- Jacopo Garzia – cori

### Produzione
- Paolo Baldini – produzione
- Simone Squillario – mastering
- Davide Toffolo – artwork
- Annapaola Martin – foto
- Alessandro Baronciani – grafica

## Classifiche
| Classifica | Posizione massima |
| Italia     | 20                |